# Jack Rudoni
Jack Rudoni, né le 14 juin 2001 à Carshalton en Angleterre, est un footballeur anglais. Il évolue au poste de milieu de terrain à Coventry City.

## Biographie
Formé à l'AFC Wimbledon, il signe son premier contrat professionnel le 21 mars 2019.
Le 15 juillet 2022, il rejoint l'équipe d'Huddersfield Town.
Le 20 juin 2024, il rejoint Coventry City.